# Sokos Hotel Viru
Sokos Hotel Viru (рус. Со́кос Оте́ль Ви́ру, первоначальное название — гостиница «Виру», эст. Hotell Viru) — гостиница в Таллине. Находится рядом со Старым городом в 100 метрах от средневековых Вируских ворот (эст. Viru värav) и в 550 метрах от пластины с нулевой отметкой расстояний на Ратушной площади. Адрес: площадь Виру, 4 (эст. Viru Väljak 4). Построена в 1972 году.

## История строительства
«Виру» — это первая высотная гостиница Таллина. Над проектом гостиницы работал архитектор Хенно Сепманн, а также архитекторы по внутреннему убранству Вяйно Тамм, Велло Аси, Лоомет Раудсепп, Таэво Ганс, Кирсти Лаанемаа и конструкторы Уно Палль и К. Соонике. По невыясненной до сих пор причине в соавторы Сепманну до сих пор принято записывать Марта Порта.
Решение о сооружении новой гостиницы в Таллине было принято после визита в 1964 году в Эстонскую ССР президента Финляндии Урхо Калева Кекконена.

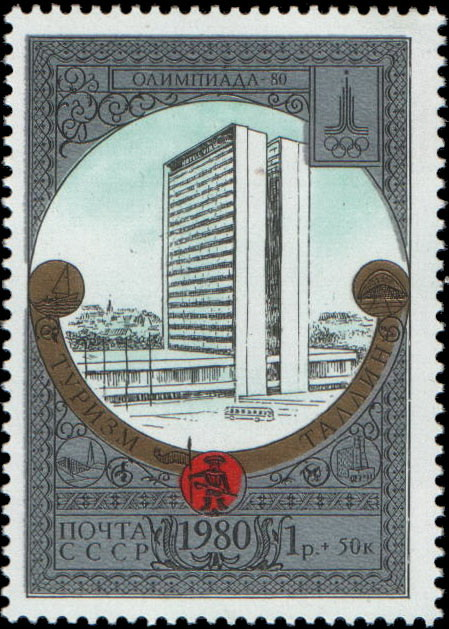
Почтово-благотворительный выпуск «Туризм под знаком Олимпиады в СССР»: гостиница «Виру», 1980 год

Летом 1965 года в Таллинский порт зашло финское судно «Wellamo». Это событие ознаменовало восстановление прямого пассажирского сообщения между Хельсинки и Таллином, прерванного в 1940 году. Рейсы стали осуществляться регулярно (в скором времени «Wellamo» сменил эстонский «Vanemuine» (бывший теплоход «Артек»)), что привело к стремительному росту числа зарубежных гостей. Ресурсов единственной в то время таллинской гостиницы для иностранцев «Tallinn» стало не хватать, расширить же её площади путём пристройки дополнительного корпуса было невозможно из-за плотной застройки в округе.
Одновременно с площадью Виру (в то время — Кесквяльяк, эст. Keskväljak) рассматривалось ещё несколько вариантов того места, где будет построена гостиница, в частности, Тынисмяги и Кадриорг. Вопрос расположения будущего отеля обсуждался членами ЦК КП Эстонии, рассматривался на специальном собрании Совета Министров ЭССР, а затем был согласован с Советом Министров СССР.
Строить гостиницу было доверено финским строителям. В 1969 году в Таллин приехало около 500 работников из Финляндии. В Финляндии было закуплено современное оборудование для кухонь отеля, а также парики для будущих танцовщиц гостиничного варьете.
Здание отеля Виру было построено на одной оси с Горхоллом.
Вид строящейся гостиницы эпизодом вошёл в фильм «Украли Старого Тоомаса».
В настоящее время отель принадлежит финскому холдингу S Group.
Проект гостиницы «Виру» был также использован при строительстве гостиницы «Вега» в Тольятти, которое началось в 1969 году и было завершено с многочисленными изменениями только в 2010 году.

## Открытие
Днём открытия отеля «Виру», входившего в гостиничную сеть «Интурист», считается 5 мая 1972 года, когда первый директор гостиницы Альберт Шокман торжественно перерезал ленточку у входа. Однако, официально первая очередь гостиничного комплекса была открыта для всех желающих 14 июля, а первый постоялец остановился в отеле 23 апреля.

## Знаменитые гости
В советское время гостями отеля были такие знаменитости, как шах Ирана Мохаммед Реза Пехлеви со своей супругой, первый человек на Луне Нил Армстронг, первая советская женщина-космонавт Валентина Терешкова, председатель Совета Министров СССР Алексей Косыгин, советский режиссёр Никита Михалков, голливудская киноактриса Элизабет Тейлор и певица Алла Пугачёва.

## Музей КГБ
14 января 2011 года на 23-м (ранее засекреченном) этаже гостиницы открылся музей КГБ. До этого гостиница называлась 22-этажной. На 23-м этаже отеля, откуда советские разведчики следили за 60 гостиничными номерами из 400, воспроизведены рабочие места и специальное оборудование КГБ. Оттуда прослушивались разговоры в гостиничных номерах и осуществлялась радиосвязь с Москвой и Финляндией, из которой в советские годы прибывало наибольшее число зарубежных туристов.

## Главный архитектор Таллина — о гостинице «Виру»
В своей книге воспоминаний, изданной в 2007 году, бывший в 1960-1980-х годах главным архитектором Таллина Дмитрий Брунс сделал удивительное признание: «Моя самая большая ошибка в качестве главного архитектора заключалась в том, что я согласился, даже поддержал, строительство гостиницы «Виру» на её нынешнем месте. Правда, очень многие коллеги не считают это ошибкой. Но для меня это не легче: я знаю, я убеждён, что это была ошибка города и моя личная ошибка...». В последние годы жизни Дмитрий Брунс считал, что гостиница должна была быть построена на берегу моря на окраине Кадриорга, а не в центре города.
Эстонский журналист и искусствовед Антс Юске в 2008 году писал: «Брунс исходил из того, что главная площадь города всё же должна открываться видом зелени, и хранил приведённую в книге фотографию, сделанную с крыши театра «Эстония» в 1950 году. Не хочу даже думать о том, какого он мнения о торговом центре «Виру». Ведь при нём началось захламление места, предназначенного для главной площади...».